# Бангка – Сено-Захід – Сантан
Бангка – Сено-Захід – Сантан – трубопровідна система, споруджена для видачі продукції кількох індонезійських офшорних родовищ, виявлених у Макасарській протоці.
У 2003 році поблизу східного узбережжя Калімантана почалась розробка нафтогазового родовища Сено-Захід, облаштування якого включало плавучу установку підготовки. Від останньої проклали два трубопроводи довжиною по 62 км з діаметром 300 мм до терміналу Сантан (останній звели в 1970-х для потреб гігантського родовища Аттака, а в подальшому почали використовувати для прийому продукції з інших об’єктів). Нафта відвантажується прямо з Сантану, тоді як газ потрапляє до системи Бадак – Бонтанг. Спорудження трубопроводів, які починаються в районі з глибиною моря 1060 метрів, здійснило трубоукладальне судно "Lorelay".
В 2016-му за два десятки кілометрів північніше від Сено-Захід почалась розробка газового родовища Бангка, яке підключили до установки підготовки Сено-Захід за допомогою трубопроводу діаметром 240 мм.